# Terry de la Mesa Allen (general)
Terry de la Mesa Allen, ameriški general, * 1. april 1888, † 12. september 1969.